# Zweden op de Olympische Zomerspelen 1960
Zweden nam deel aan de Olympische Zomerspelen 1960 in Rome, Italië. Ten opzichte van vier jaar eerder werden veel minder medailles gewonnen. Toen werden de olympische paardensportonderdelen in eigen land in Stockholm gehouden en de overige sporten in Melbourne, Australië. Zo werden er toen 8 gouden medailles behaald en nu maar 1. Ook het totale aantal daalde fors; van 19 naar 6.

## Medailles

### 1Goud
- Sven-Olov Sjödelius en Gert Fredriksson — Kanoën, mannen k2 1.000m kajak paar

### 2Zilver
- John Ljunggren — Atletiek, mannen 50km snelwandelen
- Jane Cederqvist — Zwemmen, vrouwen 400m vrije stijl

### 3Brons
- Gert Fredriksson — Kanoën, mannen k1 1.000m kajak enkel
- Gustav Freij — worstelen, mannen Grieks-Romeins lichtgewicht
- Hans Antonsson — worstelen, mannen vrije stijl middengewicht

Afghanistan · Argentinië · Australië · Bahama's · België · Bermuda · Birma · Brazilië · Brits-Guiana · Bulgarije · Canada · Ceylon · Chili · Colombia · Cuba · Denemarken · Duits eenheidsteam · Ethiopië · Fiji · Filipijnen · Finland · Frankrijk · Ghana · Griekenland · Groot-Brittannië · Haïti · Hongarije · Hongkong · Ierland · IJsland · India · Indonesië · Irak · Iran · Israël · Italië · Japan · Joegoslavië · Kenia · Libanon · Liberia · Liechtenstein · Luxemburg · Malakka · Malta · Marokko · Mexico · Monaco · Nederland · Nederlandse Antillen · Nieuw-Zeeland · Nigeria · Noorwegen · Oeganda · Oostenrijk · Pakistan · Panama · Peru · Polen · Portugal · Puerto Rico · Roemenië · San Marino · Singapore · Soedan · Sovjet-Unie · Spanje · Suriname · Taiwan · Thailand · Tsjecho-Slowakije · Tunesië · Turkije · Uruguay · Venezuela · Verenigde Arabische Republiek · Verenigde Staten · Vietnam · West-Indische Federatie · Zuid-Afrika · Zuid-Korea · Zuid-Rhodesië · Zweden · Zwitserland